# Vysšaja Liga 1985
L'edizione 1985 della Vysšaja Liga fu la 49ª del massimo campionato sovietico di calcio; fu vinta dalla Dinamo Kiev, giunto al suo undicesimo titolo.

## Stagione

### Novità
Le squadre partecipanti rimasero 18: le due squadre retrocesse nella stagione precedente (Paxtakor e CSKA Mosca) furono sostituite dalle neo promosse Fakel Voronež e Torpedo Kutaisi.

### Formula
Le 18 formazioni si incontrarono in gare di andata e ritorno per un totale di 34 incontri.
Il sistema prevedeva due punti per la vittoria, uno per il pareggio e zero per la sconfitta; come negli anni precedenti era previsto un limite nel numero massimo di pareggi che generano punti per squadra: tale limite fu da quell'anno portato a dieci, cosicché dall'undicesimo pareggio in poi, infatti, le partite nulle non davano punti alle squadre.
In vista di una riduzione del numero di squadre era previsto che le formazioni classificate agli ultimi due posti retrocedessero, mentre terzultima e quartultima effettuassero un girone di spareggio promozione / salvezza con le prime due classificate della Pervaja Liga: le prime due classificate di questo ulteriore girone avrebbero ottenuto la permanenza / promozione in Vysšaja Liga, le ultime due la retrocessione / permanenza in Pervaja Liga. Anche in questo girone erano previsti incontri di andata e ritorno, per un totale di 6 turni.

## Squadre partecipanti
| Squadra           | Rosa     | Repubblica     | Città          | Stadio                                    | Stagione precedente          |
| ----------------- | -------- | -------------- | -------------- | ----------------------------------------- | ---------------------------- |
| Ararat            | dettagli | RSS Armena     | Erevan         | Stadio della Repubblica                   | 14° in Vysšaja Liga          |
| Čornomorec'       | dettagli | RSS Ucraina    | Odessa         | Central'nyj stadion ČMP                   | 8° in Vysšaja Liga           |
| Dinamo Kiev       | dettagli | RSS Ucraina    | Kiev           | Stadio della Repubblica                   | 7° in Vysšaja Liga           |
| Dinamo Mosca      | dettagli | RSFS Russa     | Mosca          | Stadio Dinamo (Mosca)                     | 3° in Vysšaja Liga           |
| Dinamo Minsk      | dettagli | RSS Bielorussa | Minsk          | Stadio Dinamo di Minsk                    | 15° in Vysšaja Liga          |
| Dinamo Tbilisi    | dettagli | RSS Georgiana  | Tbilisi        | Stadio Lokomotiv di Tbilisi               | 16° in Vysšaja Liga          |
| Dnepr             | dettagli | RSS Ucraina    | Dnepropetrovsk | Stadio Meteor                             | Campione sovietico           |
| Fakel Voronež     | dettagli | RSFS Russa     | Voronež        | Central'nyj stadion Profsojozov           | 1º in Pervaja Liga           |
| Metalist          | dettagli | RSS Ucraina    | Charkiv        | Oblastnoj sportivnyj kompleks «Metallist» | 11° in Vysšaja Liga          |
| Neftçi Baku       | dettagli | RSS Azera      | Baku           | Stadio della Repubblica Lenin             | 13° in Vysšaja Liga          |
| Qairat            | dettagli | RSS Kazaka     | Alma-Ata       | Stadio Centrale                           | 1° in Pervaja Liga, promosso |
| Šachtar           | dettagli | RSS Ucraina    | Donec'k        | Stadio Šachtar                            | 9° in Vysšaja Liga           |
| SKA Rostov        | dettagli | RSFS Russa     | Rostov sul Don | Stadio SKA SKVO                           | 2° in Pervaja Liga, promosso |
| Spartak Mosca     | dettagli | RSFS Russa     | Mosca          | Stadio Centrale Lenin                     | 2° in Vysšaja Liga           |
| T'orp'edo Kutaisi | dettagli | RSS Georgiana  | Kutaisi        | Stadio Centrale                           | 2º in Pervaja Liga           |
| Torpedo Mosca     | dettagli | RSFS Russa     | Mosca          | Stadio Centrale Lenin                     | 6° in Vysšaja Liga           |
| Žalgiris          | dettagli | RSS Lituana    | Vilnius        | Žal'giris Stadion                         | 5° in Vysšaja Liga           |
| Zenit Leningrado  | dettagli | RSFS Russa     | Leningrado     | Stadio Lenin                              | 4° in Vysšaja Liga           |

## Classifica finale
|                             | Pos. | Squadra           | Pt | G  | V  | N  | P  | GF | GS | DR  |
| --------------------------- | ---- | ----------------- | -- | -- | -- | -- | -- | -- | -- | --- |
| Unione Sovietica (bandiera) | 1.   | Dinamo Kiev       | 48 | 34 | 20 | 8  | 6  | 64 | 26 | +38 |
|                             | 2.   | Spartak Mosca     | 46 | 34 | 18 | 10 | 6  | 72 | 28 | 44  |
|                             | 3.   | Dnepr             | 42 | 34 | 16 | 11 | 7  | 71 | 41 | +30 |
|                             | 4.   | Dinamo Minsk      | 41 | 34 | 16 | 9  | 9  | 40 | 31 | +9  |
|                             | 5.   | Torpedo Mosca     | 36 | 34 | 13 | 10 | 11 | 42 | 40 | +2  |
|                             | 6.   | Zenit Leningrado  | 35 | 34 | 14 | 7  | 13 | 48 | 38 | +10 |
|                             | 7.   | Žalgiris          | 34 | 34 | 12 | 11 | 11 | 43 | 49 | -6  |
|                             | 8.   | Dinamo Tbilisi    | 32 | 34 | 11 | 10 | 13 | 34 | 39 | -5  |
|                             | 9.   | Qairat            | 32 | 34 | 11 | 13 | 10 | 43 | 46 | -3  |
|                             | 10.  | Metalist          | 31 | 34 | 12 | 7  | 15 | 39 | 55 | -16 |
|                             | 11.  | T'orp'edo Kutaisi | 31 | 34 | 11 | 9  | 14 | 40 | 51 | -11 |
|                             | 12.  | Šachtar           | 30 | 34 | 10 | 12 | 12 | 46 | 45 | +1  |
|                             | 13.  | Ararat            | 30 | 34 | 10 | 12 | 12 | 42 | 46 | -4  |
|                             | 14.  | Dinamo Mosca      | 29 | 34 | 11 | 7  | 16 | 37 | 50 | -13 |
|                             | 15.  | Čornomorec'       | 29 | 34 | 11 | 7  | 16 | 44 | 65 | -21 |
|                             | 16.  | Neftçi Baku       | 28 | 34 | 9  | 11 | 14 | 30 | 40 | -10 |
|                             | 17.  | Fakel Voronež     | 27 | 34 | 9  | 9  | 16 | 24 | 45 | -21 |
|                             | 18.  | SKA Rostov        | 21 | 34 | 7  | 7  | 20 | 36 | 60 | -24 |

### Penalizzazioni per pareggi
- 1 punto: Dnepr, Žalgiris Vilnius e Neftçi Baku
- 2 punti: Ararat e Shakhtar Donetsk
- 3 punti: Kairat

### Play-out
| Pos. | Squadra      | Pt | G | V | N | P | GF | GS | DR |
| ---- | ------------ | -- | - | - | - | - | -- | -- | -- |
| 1.   | Čornomorec'  | 9  | 6 | 3 | 3 | 0 | 6  | 3  | +3 |
| 2.   | Neftçi Baku  | 7  | 6 | 2 | 3 | 1 | 9  | 4  | +5 |
| 3.   | Daugava Rīga | 5  | 6 | 1 | 3 | 2 | 7  | 7  | +0 |
| 4.   | CSKA Mosca   | 3  | 6 | 1 | 1 | 4 | 3  | 11 | -8 |

### Verdetti
- Dinamo Kiev Campione dell'Unione Sovietica 1985.
- Fakel Voronezh e SKA Rostov-sul-Don retrocesse in Pervaja Liga 1986.
- Chornomorets Odessa e Neftçi Baku mantengono la categoria.

## Statistiche

### Classifica cannonieri
| Gol |  |  | Giocatore           | Squadra          |
| --- |  |  | ------------------- | ---------------- |
| 35  |  |  | Oleh Protasov       | Dnepr            |
| 14  |  |  | Vladimir Klement'ev | Zenit Leningrado |
| 14  |  |  | Sergej Rodionov     | Spartak Mosca    |
| 13  |  |  | Fëdor Čerenkov      | Spartak Mosca    |
| 13  |  |  | Oleh Taran          | Dnepr            |
| 12  |  |  | Oleh Blochin        | Dinamo Kiev      |
| 12  |  |  | Viktor Hračov       | Šachtar          |
| 12  |  |  | Sigitas Jakubauskas | Žalgiris         |
| 11  |  |  | Heorhij Kandrac'eŭ  | Dinamo Minsk     |
| 11  |  |  | Sergej Volgin       | Qairat           |